# Малов, Иван Акимович
Иван Акимович Малов (1915—1997) — капитан Советской Армии, участник Великой Отечественной войны, Герой Советского Союза (1943).

## Биография
Иван Малов родился 6 июня 1915 года в деревне Бутурлино (ныне — Серпуховский район Московской области). После окончания пяти классов школы работал кузнецом в леспромхозе. В 1936 году Малов был призван на службу в Рабоче-крестьянскую Красную Армию. В 1939 году он окончил Ленинградское военно-инженерное Краснознаменное училище
им. А. А. Жданова. Участвовал в боях советско-финской войны.
К сентябрю 1943 года старший лейтенант Иван Малов командовал ротой 40-го отдельного моторизованного понтонно-мостового батальона 7-й гвардейской армии Степного фронта. Отличился во время битвы за Днепр. 27 сентября 1943 года рота Малова успешно переправила большое количество советских частей и боеприпасов. Её действия способствовало успешному захвату, удержанию и расширению плацдарма на западном берегу Днепра.
Указом Президиума Верховного Совета СССР от 20 декабря 1943 года за «образцовое выполнение боевых заданий командования на фронте борьбы с немецкими захватчиками и проявленные при этом мужество и героизм» старший лейтенант Иван Малов был удостоен высокого звания Героя Советского Союза с вручением ордена Ленина и медали «Золотая Звезда» за номером 1518.
В 1946 году в звании капитана Малов был уволен в запас. Проживал и работал в Серпухове. Умер 4 апреля 1997 года, похоронен на Ивановском кладбище Серпухова.
Был также награждён орденом Отечественной войны 1-й степени и рядом медалей.